# Tughlaqabad
Tughlaqabad ist ein historisch und kulturell bedeutsamer Stadtteil im Südosten der indischen Metropole Delhi. In der von kolonialzeitlichen Historikern geprägten Liste der „sieben Städte von Delhi“ wird Tughlaqabad als dritte Stadtgründung gezählt.

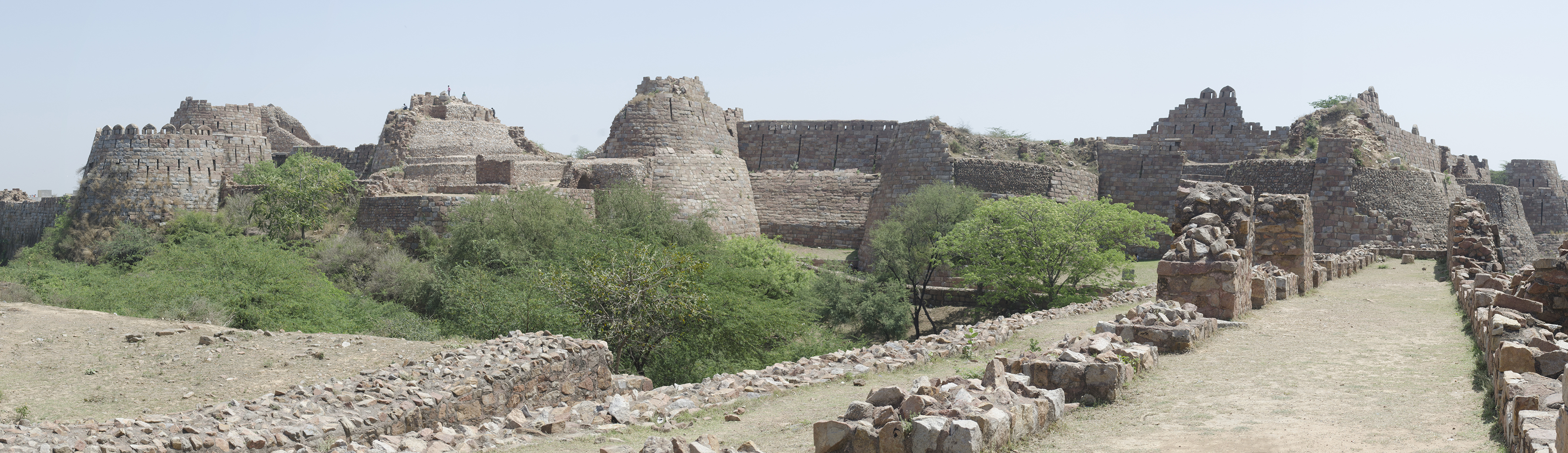
Tughlaqabad-Fort

## Lage
Tughlaqabad liegt in einer Höhe von ca. 240 m. Die Tagestemperaturen können im Frühsommer (Mai, Juni) 45 °C und mehr erreichen; in kalten Winternächten können aber auch Fröste auftreten. Regen fällt in der Regel nur in den sommerlichen Monsunmonaten.

## Geschichte
Tughlaqabad entstand nach der Machtübernahme durch den türkischstämmigen Ghiyas-ud-din Tughluq Shah I. (eigentlich Ghazi Malik; Urdu: غازی ملِک, Hindi: ग़ाज़ी मलिक) im Jahr 1320 oder 1321. Dieser war Provinzgouverneur von Depalpur im heutigen pakistanischen Teil des Punjab, konnte aber aufgrund innerer Streitereien der regierenden Khalji-Dynastie die Macht über das Sultanat von Delhi an sich reißen. Er erwies sich als fähiger Herrscher, doch starb er bereits im Jahr 1325. Sein Sohn Muhammad bin Tughluq (reg. 1325–1351) setzte die Politik seines Vaters im Wesentlichen fort. Viele seiner Vorhaben endeten jedoch in Misserfolgen – so verlegte er im Jahr 1327 die Hauptstadt seines Reiches in das ca. 1000 km südlich gelegene Daulatabad auf dem Dekkan-Plateau, ein Unterfangen, welches er nach dem Eindringen der Mongolen in den Norden Indiens 17 Jahre später wieder rückgängig machen musste.
Tughlaqabad war am 7. Oktober 1556 Schauplatz einer Schlacht zwischen den Truppen des Mogulreiches und den von Hemu angeführten Truppen Adil Shah Suris, des letzten Sultans der usurpatorischen Suriden-Dynastie.

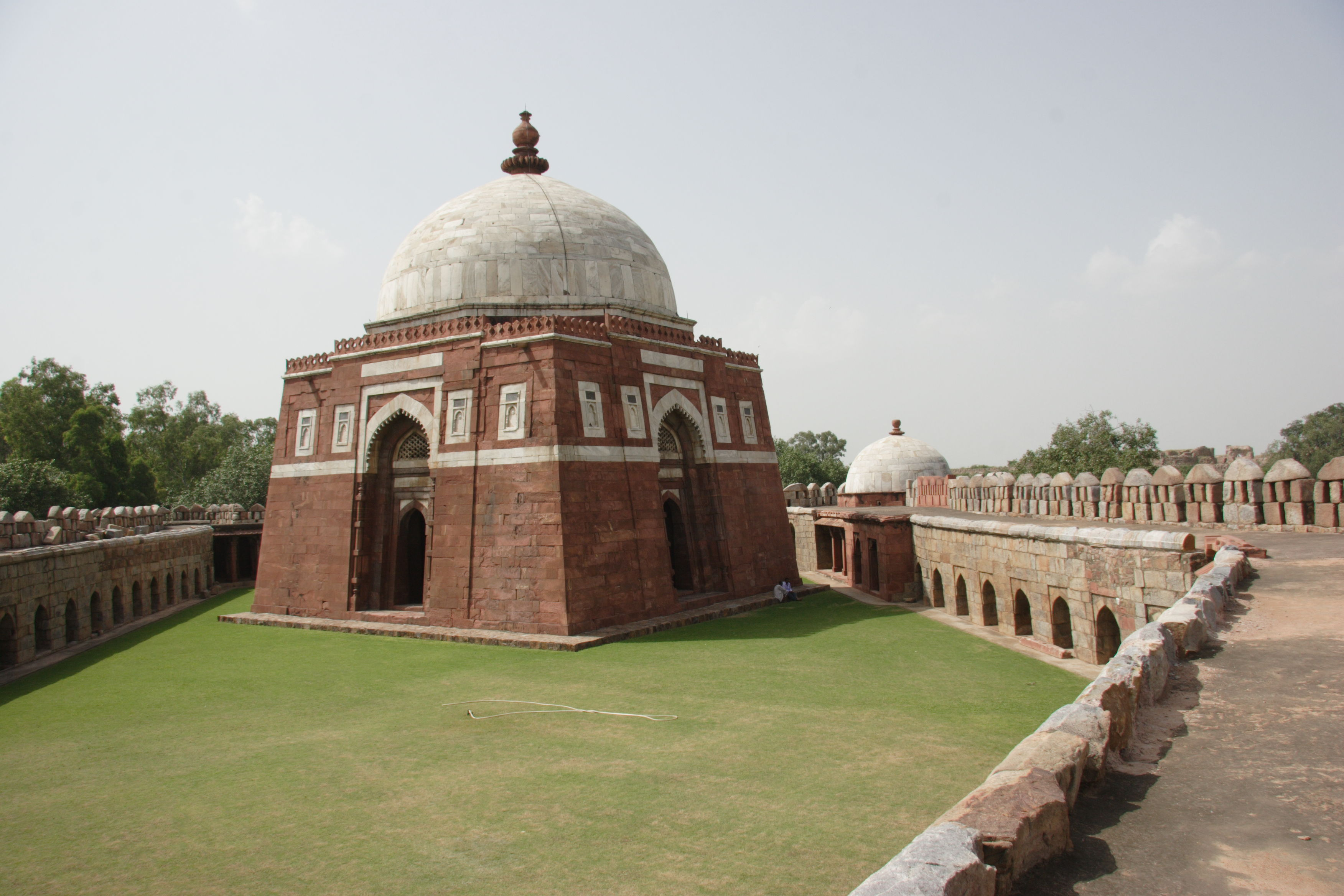
Ghiyas-ud-din-Tughluq-Mausoleum

## Sehenswürdigkeiten
- Wichtigste Sehenswürdigkeiten des Stadtteils sind die Ruinen des Tughlaqabad-Forts mit seinen 10 bis 15 m hohen, leicht geböschten Mauern und seinen 13 Toren, von denen die meisten in sehr schlechtem Zustand sind. Hauptattraktion im Fortbereich ist das restaurierte Mausoleum für den Dynastiegründer Ghiyas-ud-din Tughluq, welches ursprünglich in einem künstlich angelegten See stand und nur über eine Brücke zu erreichen war. Innerhalb des Fortbereichs befindet sich auch ein Stufenbrunnen (Nizamuddin ki Baoli).
- Ungefähr 2 km südöstlich ließ Muhammad bin Tughluq das Adilabad-Fort erbauen – eine kleinere Replik der Fortanlage seines Vaters.

## Legende
Um zügig mit den Bauarbeiten für das Fort voranzukommen, erließ Ghiyas-ud-din Tughluq einen Befehl, durch den jeder Arbeiter in der Umgebung zur Mithilfe verpflichtet wurde. Einer der Arbeiter sprach angeblich den Fluch aus, dass das Fort unbewohnt bleiben und Herden auf dem Gelände weiden würden. Ähnliches geschah dann tatsächlich während der langen Abwesenheit des Hofes und der Beamtenschaft in Daulatabad und dem Beginn der Baumaßnahmen am Adilabad-Fort.